# Kieferngewächse
Die Kieferngewächse (Pinaceae) bilden eine Pflanzenfamilie in der Ordnung der Koniferen (Coniferales).  Viele Arten prägen wichtige Pflanzengesellschaften, wie unter anderem den Kiefernwald.
Der Mensch pflanzt eine Reihe von Kieferngewächsen an, um Holz, Zellstoff und Harze daraus zu gewinnen. Einige Arten werden außerdem als Zierpflanzen kultiviert.

## Beschreibung

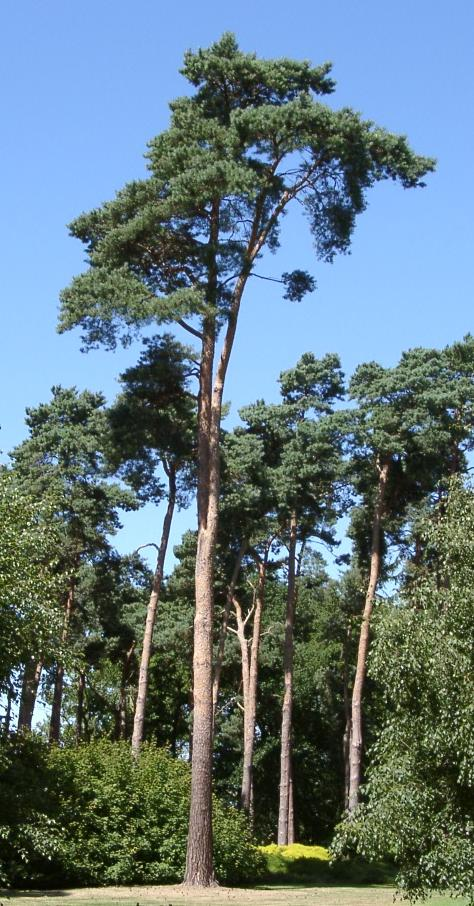
Wald-Kiefer (Pinus sylvestris)

### Vegetative Merkmale
Die Arten der Kieferngewächse sind, mit Ausnahme der laubabwerfenden Lärchen (Larix) und der Goldlärche (Pseudolarix amabilis), immergrüne Bäume, selten wachsen sie strauchartig. Sie enthalten Harz und duften aromatisch. Die Borke kann je nach Art glatt, schuppig oder gefurcht sein.
Es sind meist verholzte Wurzeln und Faserwurzeln vorhanden. Die verholzten Wurzeln enden meist in unverholzten, ektomykorrhizalen, feinen Wurzeln die spätestens nach einem Jahr erneuert werden.
Die nadelförmigen Blätter sind spiralig oder büschelig angeordnet. Die Blätter sind bei der Unterfamilie Abietoideae mit den Gattungen Tannen (Abies), Fichten (Picea) und Douglasien (Pseudotsuga) an Langtrieben, bei der Unterfamilie Laricoideae mit den Gattungen Lärchen (Larix) und Zedern (Cedrus) an Kurz- oder Langtrieben, bei der Unterfamilie Pinoideae mit der einzigen Gattung Kiefern (Pinus) nur im Jugendstadium an Langtrieben, danach nur an Kurztrieben angeordnet.
Die größten bekannten Baumexemplare der Familie sind Douglasien wie die „Red Creek Fir“ (Pseudotsuga menziesii) mit einer Wuchshöhe von 73,8 Metern bei einem Stammdurchmesser BHD von 4,02 Metern auf Vancouver Island, wo auch der zweithöchste Baum steht, der als „Big Lonely Doug“ bekannt ist (mit etwa 66 Metern). Ähnlich groß können Sitka-Fichten werden: Picea sitchensis mit Wuchshöhen von bis zu 70 Metern bei Stammdurchmessern von etwa 3 Metern im Queets River Tal des Olympic National Park. Die mit über 4000 Jahren ältesten bekannten Kieferngewächse sind Pinus longaeva.

## Zapfen, Blüten und Samen

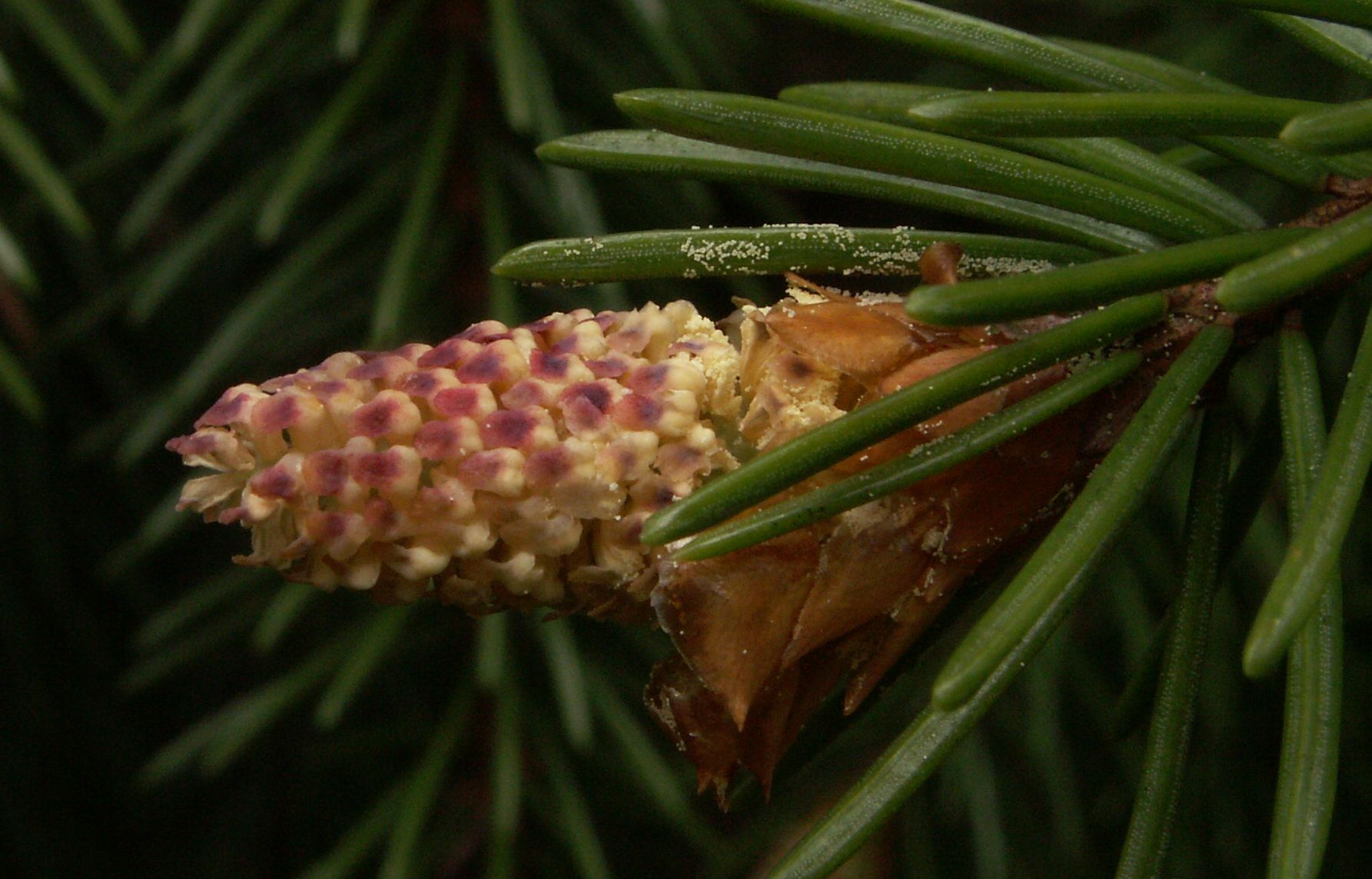
Männliche, zapfenförmige Blüte von Picea abies

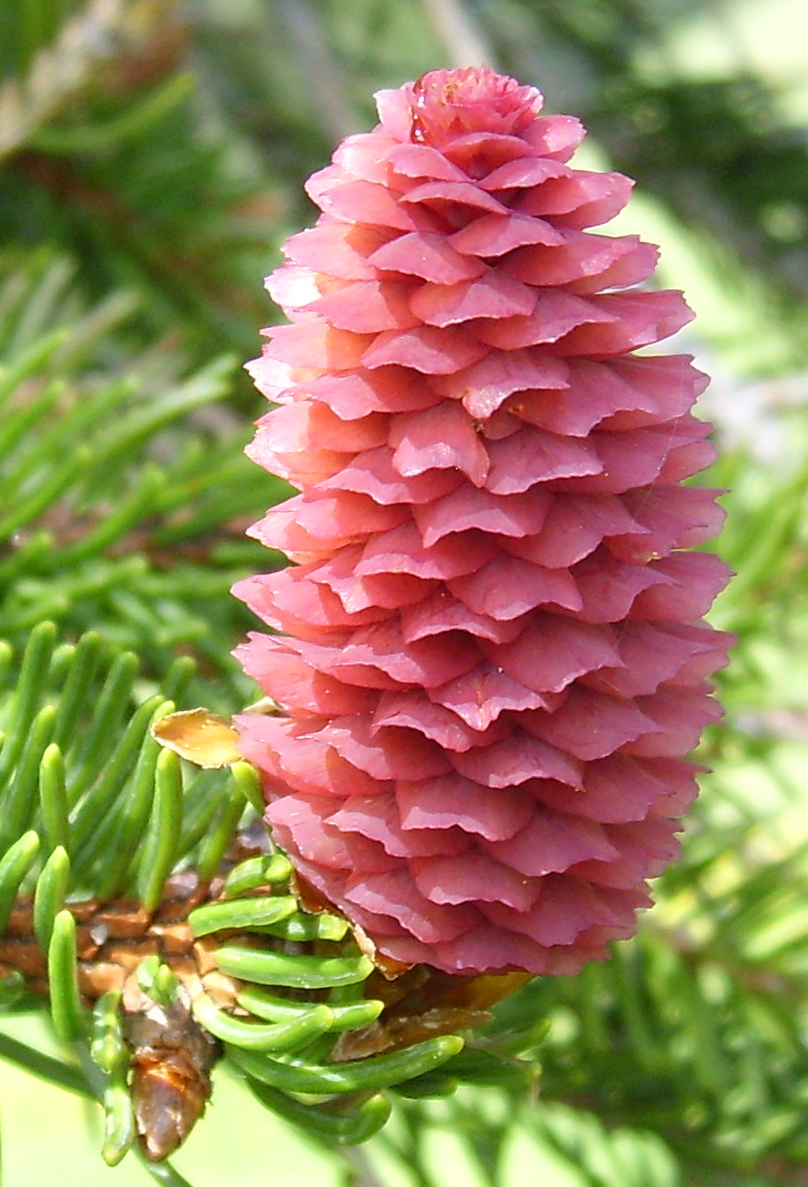
Weiblicher, junger Zapfen von Picea abies

Alle Arten der Kieferngewächse sind einhäusig getrenntgeschlechtig (monözisch). Es werden männliche, zapfenförmige Blüten gebildet.
Die kurzgestielt an einer Achse stehenden, männlichen Blüten enthalten viele Staubblätter (Microsporophylle). Diese tragen an ihrer Unterseite zwei Pollensäcke (Mikrosporangien). Bei den Pollen löst sich häufig an zwei Stellen die Außenschicht (Ektexine) ab und bildet zwei Luftsäcke. Die Pollen werden in sehr großen Mengen gebildet und durch Wind verbreitet (Windbestäubung). Der reife Pollen besteht bei Kieferngewächsen aus vier Zellen: zwei Prothalliumzellen, einer Pollenschlauchzelle und einer generativen Zelle. Nach der Bestäubung wächst die Pollenschlauchzelle aus und die generative Zelle bildet eine Stielzelle und zwei Spermazellen.
Die weiblichen Zapfen sind mit den Blütenständen der Bedecktsamer homolog. Der weibliche Zapfen besteht aus verholzenden Samenschuppen, an deren Basis zwei zur Basis gerichtete Samenanlagen stehen. Jede Samenschuppe liegt über einer mehr oder weniger freien Deckschuppe, die nach Rudolf Florin als Tragblatt gedeutet wird. Demnach wäre eine einzelne Samenschuppe als modifizierter Kurztrieb zu homologisieren. Die Kieferngewächse bilden Zapfen, in denen auch die Samen reifen. Zwischen Bestäubung und Befruchtung liegt bei vielen Kiefernarten ein ganzes Jahr, häufig ist anfangs noch nicht einmal die weibliche Megaspore gebildet, bei der Fichte hingegen liegen Bestäubung und Samenreife in einer Vegetationsperiode. Je Zapfenschuppe werden zwei Samen gebildet. Die Samen besitzen oft einen Flügel, bei einigen Pinus-Arten ist er nur rudimentär und mit bloßen Auge nicht erkennbar.
Es werden meist 2 bis 15 (selten bis zu 24) Keimblätter (Kotyledonen) gebildet.
Die Chromosomenzahl beträgt fast immer 2n = 24.

## Systematik, Verbreitung und Entwicklungsgeschichte

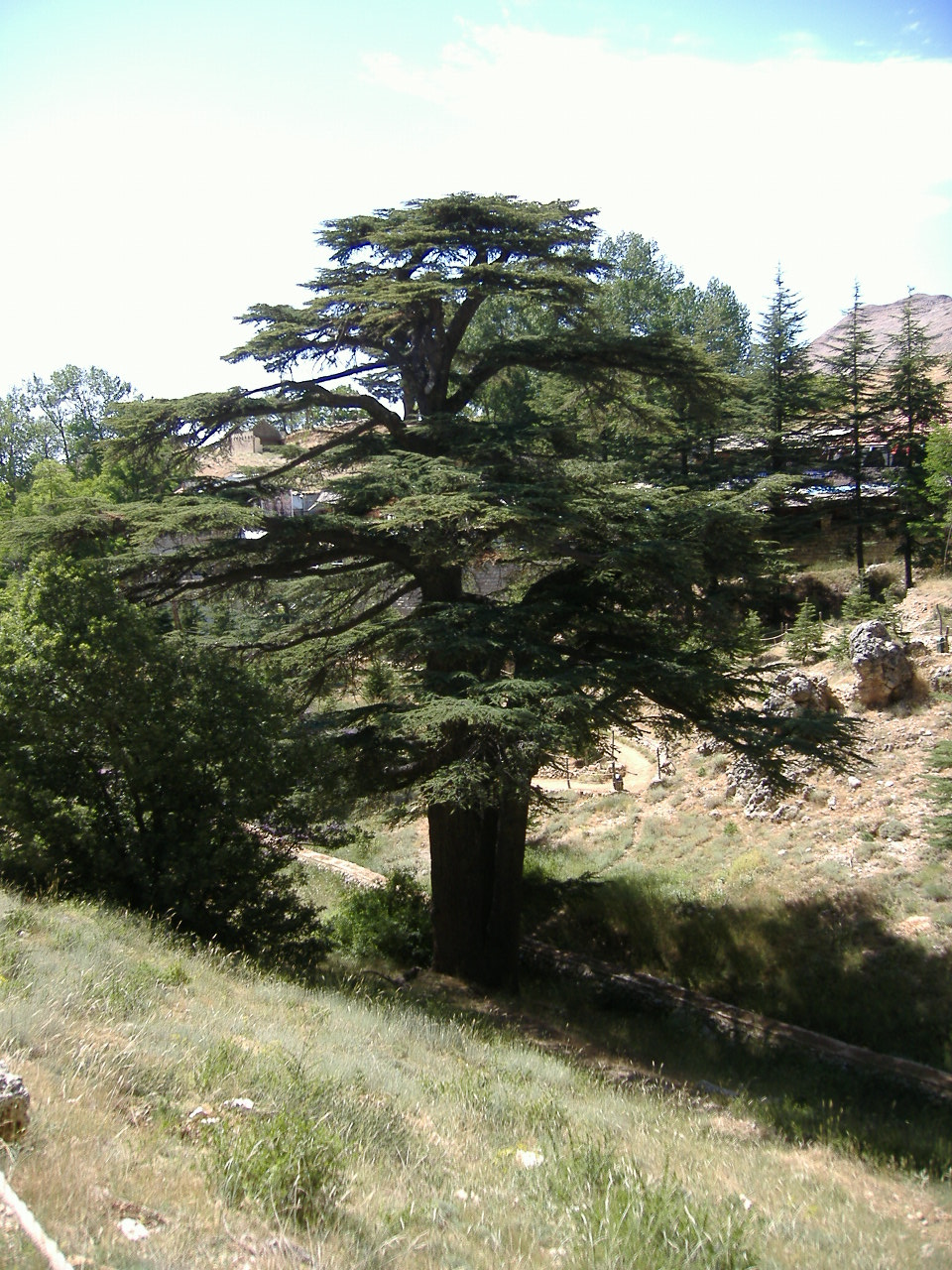
Libanon-Zeder (Cedrus libani)

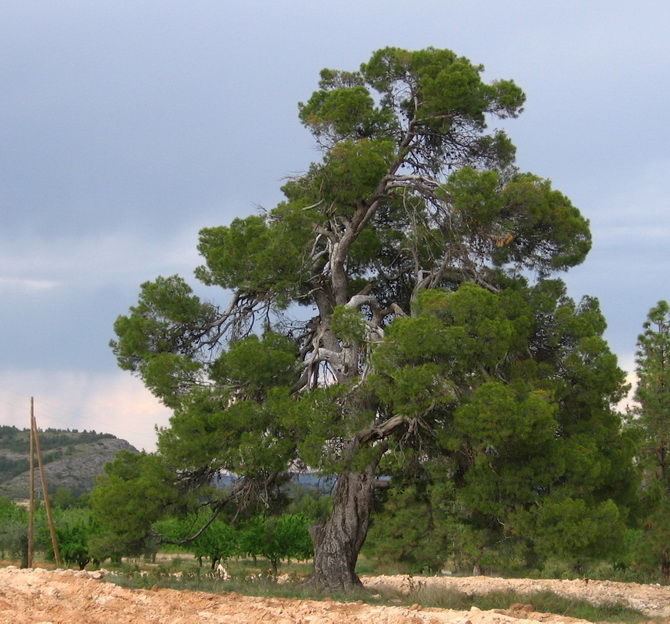
Aleppo-Kiefer (Pinus halepensis)

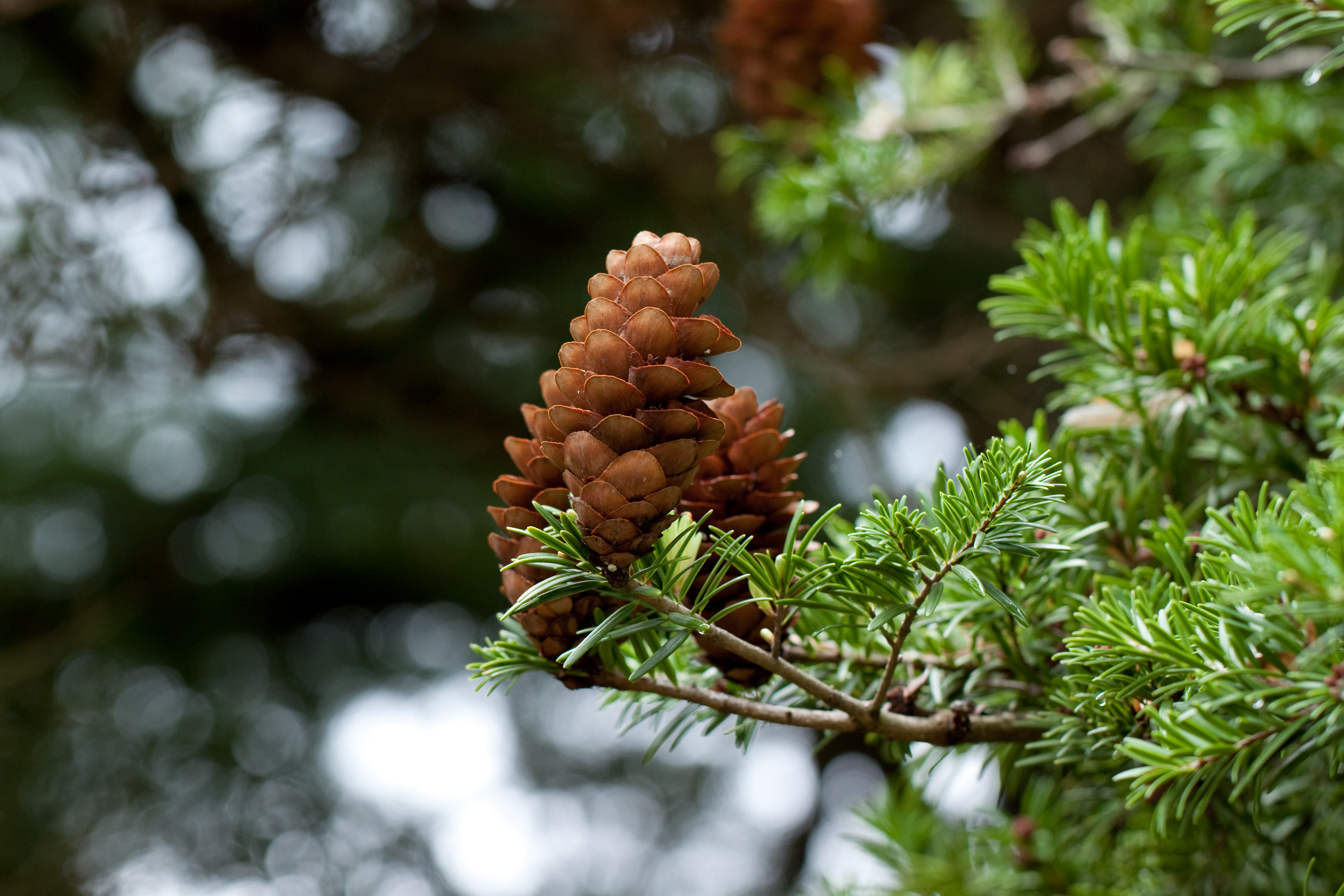
Keteleeria davidiana

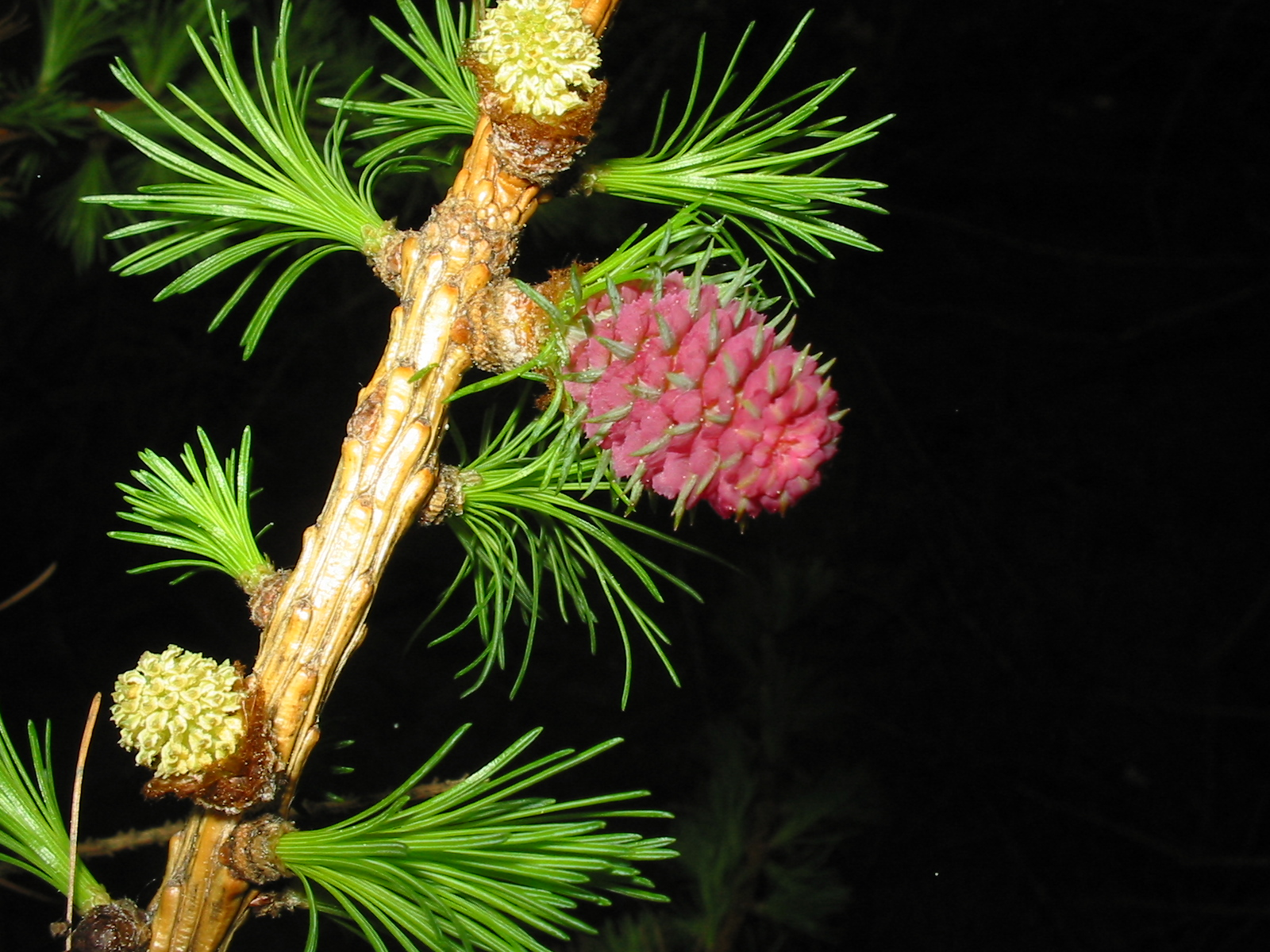
Europäische Lärche (Larix decidua)

Ab der Kreide gibt es Fossilfunde von Pinaceae. Die meisten Gattungen entstanden wohl im Frühen Tertiär in den höheren Breiten und oberen Höhenlagen des Nordamerikanischen Kontinentes.
Das Hauptverbreitungsgebiet ist die Nordhalbkugel. Das Gesamtverbreitungsgebiet reicht nach Süden bis zu den Karibischen Inseln, Zentralamerika, Japan, der Volksrepublik China, Indonesien (eine Art, Pinus merkusii überquert den Äquator in Sumatra), zum Himalaja und Nordafrika. Zehn Gattungen mit etwa 108 Arten (eingeführten und heimischen) gibt es in China; sechs Gattungen und etwa 66 Arten gibt es in Nordamerika, davon sind zwei Arten eingeführt.
Arten der Pinaceae dominieren die Vegetation großer Gebiete. In Nordamerika beherrschen sie die Wälder der borealen und pazifischen Regionen, die westlichen Gebirgsketten und die südöstlichen Küstenebenen. Einige Arten (Beispiel Pinus radiata im Subsahara-Afrika, in Südamerika, in Neuseeland und in Australien) werden vom Menschen in weiten Gebieten der Welt in Forsten zur Holzproduktion angebaut.
Die Familie der Kieferngewächse (Pinaceae) wird in vier Unterfamilien unterteilt und umfasst elf Gattungen und etwa 230 Arten:
- Unterfamilie Abietoideae Sweet: Die Zapfen stehen an Langtrieben. Mit sechs Gattungen:
  - Tannen (Abies Mill.): Mit etwa 51 Arten.
  - Zedern (Cedrus Trew): Mit drei Arten.
  - Keteleeria Carrière: Mit drei Arten.
  - Nothotsuga Hu ex C.N.Page: Ist eine monotypische Gattung mit der einzigen Art:
    - Nothotsuga longibracteata (W.C.Cheng) Hu ex C.N.Page

  - Hemlocktannen (Tsuga (Endl.) Carrière), auch Schierlingstannen genannt: Mit acht Arten.
  - Pseudolarix Gordon: Ist eine monotypische Gattung mit der einzigen Art:
    - Goldlärche (Pseudolarix amabilis (J.Nelson) Rehd.)
- Unterfamilie Laricoideae (Rendle) Pilg. & Melch.: Die Zapfen stehen an Kurztrieben. Mit drei Gattungen:
  - Lärchen (Larix Mill.): Mit etwa 10 Arten.
  - Cathaya Chun & Kuang: Ist eine monotypische Gattung mit der einzigen Art:
    - Taubenbaum (Cathaya argyrophylla Chun & Kuang)

  - Douglasien (Pseudotsuga Carrière): Mit etwa vier Arten.
- Unterfamilie Piceoideae Frankis: Mit der einzigen Gattung:
  - Fichten (Picea A.Dietr.): Mit 33 bis 35 Arten.
- Unterfamilie Pinoideae: Die Zapfen stehen an Langtrieben. Mit der einzigen Gattung:
  - Kiefern (Pinus L.): Mit etwa 111 Arten.

Ein Synonym für Pinaceae Lindl. ist Abietaceae Gray.

## Nutzung
Viele Arten der Pinaceae liefern den größten Teil des auf der Welt genutzten Weichholzes. Ihr Holz wird im Schiffbau verwendet. Sie liefern die Ausgangsstoffe für Zellstoff und die chemische und pharmazeutische Industrie (ätherische Öle). Die Samen einiger Pinus-Arten werden gegessen (deutsch Pinienkerne, spanisch piñon oder pignolias).
Viele Arten und ihre Sorten werden als Zierpflanzen in Parks und Gärten verwendet; besonders in den Gemäßigten Zonen. Viele Arten sind wichtige Forstbäume. Sie werden als Windschutz, als Erosionsschutz (Gebirge) und bei Wiederaufforstungsmaßnahmen angepflanzt.